# One More Chance (canción de Madonna)
«One More Chance» es una canción interpretada por la cantante estadounidense Madonna, incluida en su álbum recopilatorio de baladas Something to Remember. Fue compuesta y producida por Madonna y David Foster durante las sesiones del álbum en septiembre de 1995, fecha que coincidió con el periodo de entrenamiento vocal que realizó la cantante para su papel protagónico en la película musical Evita (1996). Madonna desarrolló un registro más agudo durante las clases de canto y utilizó las técnicas que había aprendido en «One More Chance». Es una balada pop romántica en la que predomina la guitarra acústica, aunque también se aprecian los teclados y el violonchelo. La letra trata sobre intentar recuperar a un amante perdido y la necesidad de dar una segunda oportunidad.
Las compañías Sire, Maverick y Warner Bros. Records la publicaron el 10 de marzo de 1996 como el segundo sencillo del álbum en Australia, Japón y Europa, a excepción de Reino Unido, donde salió a la venta al día siguiente como el tercer sencillo. En términos generales, obtuvo reseñas favorables de críticos y periodistas musicales, quienes elogiaron la composición y la voz de Madonna, además de ser reconocida como una de las canciones más infravaloradas de su carrera. Desde el punto de vista comercial, alcanzó el segundo lugar en la lista oficial de Italia y estuvo entre los cuarenta primeros puestos en Australia, Croacia, Finlandia, Polonia, Reino Unido y Suecia. Artistas como la cantante estadounidense Selena Gomez y el dúo mexicano Sentidos Opuestos interpretaron una versión de la canción.

## Antecedentes
Para mediados de la década de 1990, la vida personal de Madonna había eclipsado sus logros profesionales. Un miembro de su equipo de representantes comentó que «estaba furiosa y un poco desesperada por lo que la gente decía de ella», luego de un período de controversias con los lanzamientos del álbum Erotica, el libro Sex y la película Body of Evidence entre 1992 y 1993, por lo que «sabía que había llegado el momento de efectuar un cambio». En este sentido, decidió cambiar su imagen nuevamente y adoptó un estilo más simple, similar al que empleó a mediados de la década de 1980. Tras la «cálida» acogida de Bedtime Stories, su sexto álbum de estudio, Madonna quiso sacar provecho de la atención que la crítica había prestado nuevamente a su música. Para añadirle a su nueva imagen, en noviembre de 1995 salió a la venta Something to Remember, un recopilatorio con algunas de las baladas «más importantes» de su carrera. Su propósito era que el público recordara que había «algo más en ella que la controversia que la había rodeado casi desde el principio de su carrera».
El material incluyó sencillos que no habían formado parte de ningún otro álbum anterior, rarezas y grandes éxitos que mostraban su «lado dulce», así como tres temas nuevos: una versión de «I Want You» —original de Marvin Gaye de 1976— en colaboración con la banda británica Massive Attack y dos canciones originales tituladas «You'll See» y «One More Chance», ambas creadas con el compositor y productor canadiense David Foster. Descrito por la revista Rolling Stone como el «maestro grandilocuente del pop kitsch», Foster había trabajado anteriormente con otros artistas como Barbra Streisand, Al Jarreau, LeAnn Rimes, Babyface, Michael Jackson y Earth, Wind & Fire, entre otros. En las notas de Something to Remember, Madonna profundizó que la razón de publicar un recopilatorio de baladas radicaba en el hecho de que se le había prestado poca atención a su música y deseaba rectificar esta situación con un disco simple de canciones creadas «desde mi corazón». De acuerdo con el biógrafo Mark Bego, el álbum significó una oportunidad para la cantante para reflexionar sobre su carrera y revisar algunas de las canciones que «definieron su leyenda».

## Desarrollo y grabación

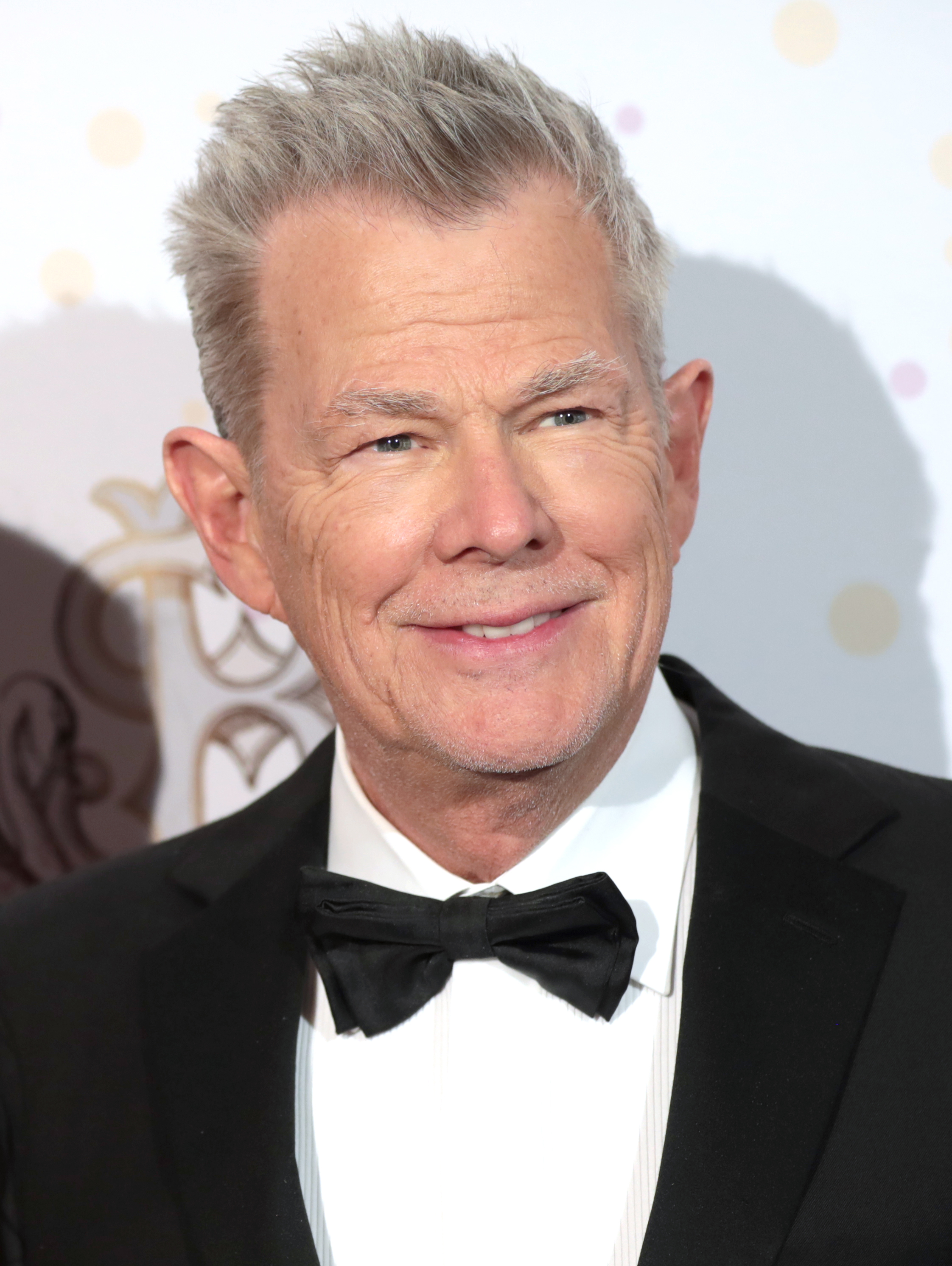
David Foster disfrutó de la experiencia de trabajar con la cantante y resaltó su profesionalismo y puntualidad

En un principio, Foster se sintió sorprendido de que Madonna quisiera colaborar con él, ya que consideraba que su música no estaba lo suficientemente «a la moda» para ella. Recibió una llamada de Liz Rosenberg —publicista de la cantante— y poco tiempo después se reunieron en el estudio del productor ubicado en Malibú para una primera sesión. Ambos trabajaron en «One More Chance» durante las sesiones de composición y grabación de Something to Remember en el tercer fin de semana de septiembre de 1995. Dicha fecha coincidió con los seis meses de clases de canto que tomó con la profesora Joan Leder para poder prepararse para el papel de Eva Perón en la película musical Evita (1996) de Alan Parker. Durante el entrenamiento vocal, desarrolló un registro más agudo que no sabía que poseía y utilizó las técnicas que había aprendido cuando compuso «One More Chance». Explicó que, al escuchar la canción, «puedes oír cómo intentaba absorber y utilizar lo que estaba aprendiendo de las grabaciones de Evita». Sobre el significado de la pista, declaró: «A menudo, al componer mis canciones, tomo las cosas que la gente me dice, las cambio de dirección y las coloco en primera persona. Así que, en realidad, es algo que me dijeron a mí». Cuando se le preguntó quién era la persona, respondió: «Oh, este hombre. Este hombre que conozco. No es importante quién. Por cierto, le di una oportunidad más, sí, lo hice».
Con producción y arreglos de Madonna y Foster, la grabación se llevó a cabo en los estudios Brooklyn de Nueva York. En total se utilizaron tres instrumentos para la grabación: el teclado a cargo de Foster, la guitarra acústica interpretada por Dean Parks y el violonchelo por Suzie Katayama. David Reitzas fue el responsable de la ingeniería y mezcla con la asistencia de Ronnie Rivera, y Simon Franglen realizó la programación de Synclavier. Si bien Foster señaló que ambas canciones —«You'll See» y «One More Chance»— no fueron «especialmente impresionantes», sí disfrutó de la experiencia de trabajar con la cantante y resaltó su puntualidad, profesionalismo y «sensualidad»: «Tenía una ética de trabajo increíble. Era puntual todos los días y coproducía las canciones conmigo. Muchos artistas quieren producir simplemente porque pueden, y no hacen nada por el crédito, lo cual realmente odio. Pero Madonna trabajó tan duro como cualquier productor que conozco».

## Composición

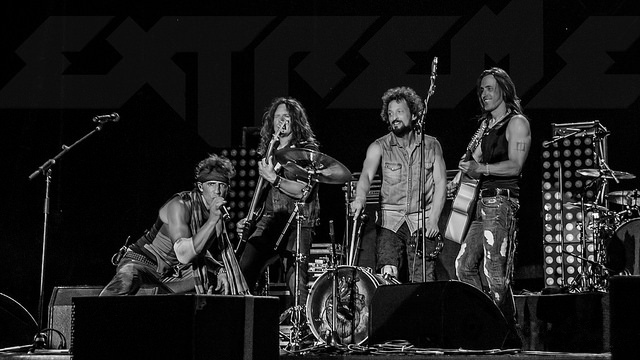
La canción inicia con el sonido de una guitarra acústica que emplea la técnica fingerpicking en un estilo similar a «More than Words» (1991) de la banda estadounidense Extreme (imagen)

«One More Chance» es una balada pop romántica en la que predomina la guitarra acústica. Según la partitura publicada en Musicnotes por Alfred Publishing Co. Inc., se establece en un compás de 4/4 con un tempo «moderado» de 94 pulsaciones por minuto. Está compuesta en la tonalidad de fa mayor y el registro vocal de la cantante se extiende desde la nota sol3 a si bemol4. Sigue una progresión armónica de do7—si menor7—la menor7—si menor7 en la introducción y luego continúa a si bemol6—la menor7—sol. La primera estrofa se encuentra en fa mayor, el estribillo se inclina hacia la nota re menor y, por último, el puente y la sección final terminan en re mayor. La letra trata sobre intentar recuperar a un amante perdido y la necesidad de dar una segunda oportunidad. De acuerdo con Timothy White de Billboard, «One More Chance» invoca la «fiebre temprana de un matrimonio fallido con Sean Penn».
La canción inicia con el sonido de una guitarra acústica que emplea la técnica fingerpicking en un estilo similar a «More than Words» (1991) de la banda estadounidense Extreme. Se aprecian muchos cambios de acorde y la voz de Madonna se escucha en medio de un arreglo «orgánico» basado únicamente en la guitarra y algunas cuerdas suaves, de manera que carece de los sintetizadores y secuencias habituales en las canciones de la artista. La última frase de cada estribillo tiene un intervalo con el verso if you care for me («si te importo»), mientras que la sección del puente presenta una armonía entre las guitarras y su voz al haber un cambio de tonalidad. El tema finaliza con una breve pausa de la voz de la cantante y un par de acordes más de guitarra.

## Publicación y versiones

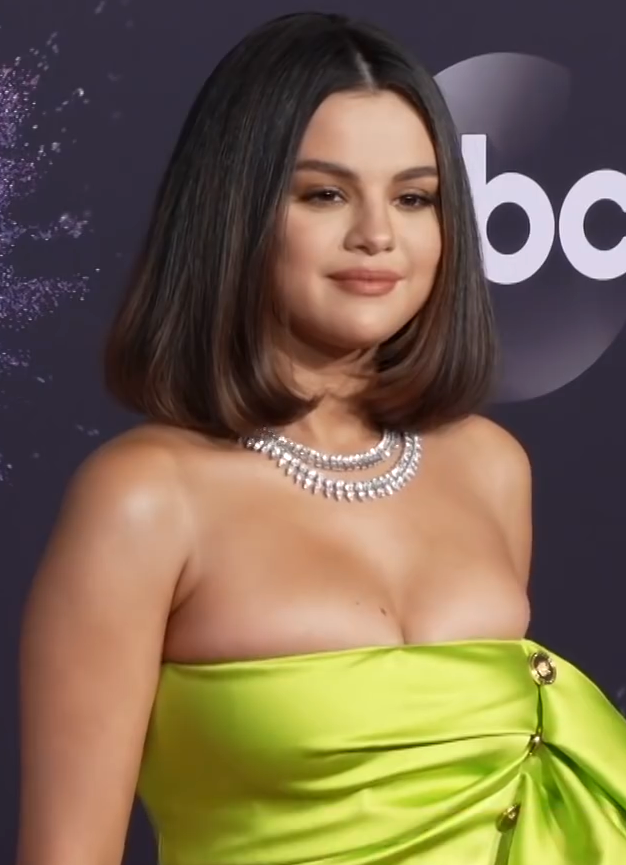
La cantante Selena Gomez interpretó una versión de «One More Chance» en 2012

Las compañías discográficas Sire, Maverick y Warner Bros. Records publicaron «One More Chance» como el segundo sencillo de Something to Remember el 10 de marzo de 1996 en Australia, Japón y Europa, a excepción de Reino Unido, donde salió a la venta al día siguiente como el tercer sencillo, después de «You'll See» y «Oh Father». No se publicó en Estados Unidos; en su lugar, se editó «Love Don't Live Here Anymore» ese mismo mes.
La versión en español de «You'll See» —titulada «Verás»— figuró como lado B de «One More Chance» tanto en el casete como en el vinilo de 7", así como en el CD junto con una versión espanglish de dicho tema. Este último formato fue una edición limitada en Reino Unido que incluyó un póster desplegable con fotografías de la intérprete. La canción formó parte de CD Single Collection, una caja recopilatoria de edición limitada publicada por Warner Music Japan a finales de 1996, que contenía todos los sencillos de Madonna editados en Japón en formato CD, desde «Burning Up» (1983) hasta «One More Chance».
El dúo mexicano de pop latino Sentidos Opuestos grabó una versión en español de «One More Chance» titulada «Hoy que no estás», con traducción y letra del compositor cubano Donato Póveda, e incluida en su quinto trabajo discográfico Movimiento perpetuo, publicado el 10 de octubre de 2000 por EMI Latin. En el año 2010, la agrupación Tune Robbers cantó el tema para el álbum homenaje a la cantante The Tune Robbers Play the Best of Madonna, Vol. 2, lanzado por la discográfica Rosenklang. Dos años después, en agosto de 2012, la cantante estadounidense Selena Gomez interpretó la canción para el disco tributo Pure David Foster Love Affair Revisited.

## Recepción crítica
En general, «One More Chance» obtuvo reseñas favorables de los críticos y periodistas musicales. El periódico Manila Standard aseguró que era una de las canciones que el oyente «disfrutará escuchar»; Mark Bego la calificó junto con «You'll See» como una de las «más exitosas y conmovedoras» del álbum; y J. L. Watson de Lawrence Journal-World la nombró «excelente». Timothy White de Billboard la describió como una «serenata agridulce», mientras que Ken Tucker de Entertainment Weekly opinó que era «una tentación para el consumidor que se suma al atractivo» de Something to Remember. Los autores Daryl Easlea y Eddi Fiegel en Madonna: Blond Ambition (2012) la consideraron «especialmente conmovedora» y la que ayudó a «disipar cualquier duda sobre la siguiente interpretación de Madonna como Eva Perón». De manera similar, Adam Graham de The Detroit News declaró que, con esta canción, la cantante «entró en calor» para su papel en Evita. En su biografía de 2002, J. Randy Taraborrelli la llamó una balada «sentimental» y «expansiva» y observó que era «interesante que, con toda su emocionante capacidad musical, [Foster] y Madonna dieran con una de las canciones más melancólicas que ella haya grabado alguna vez, pero así es la emoción de la colaboración: uno nunca sabe lo que saldrá».
| La colección de baladas Something to Remember hizo que los seguidores ocasionales de Madonna se dieran cuenta de una realidad sorprendente: es una baladista infravalorada. [Ella] ha interpretado canciones de amor que parecen más puras que cualquier otra cosa en la obra de Céline Dion. En «One More Chance» suplica perdón, y su único acompañamiento es un rasgueo acústico. Ninguna otra canción de Madonna suena como esta, y se mantiene como una declaración melancólica frente a composiciones más grandes como «You'll See» y «I'll Remember». —Louis Virtel de Idolator. |

La revista Teen Ink afirmó que Madonna se «aventura en un nuevo territorio» musical, opinión que compartieron Easlea y Fiegel, quienes señalaron que había regresado a un «terreno más convencional» con «One More Chance». Leonardo Campos de la revista en línea Plano Crítico observó que el tema representaba el «tiempo de cambio» propuesto en un principio por Madonna. Otro de los puntos favorables que la crítica resaltó fue la voz de la artista. De esta manera, J. D. Considine de The Baltimore Sun admitió que era «bastante exigente desde el punto de vista vocal, ya que requiere un registro más amplio y más energía que cualquier otra canción del álbum». No obstante, destacó que la artista estuvo «más que a la altura del reto al mostrar suficiente poder y elegancia para que incluso sus detractores admitan que sabe cantar». Andy Orrell de Entertainment Scene 360 le otorgó cuatro estrellas de cinco; destacó que la interpretación de la cantante, la guitarra al inicio y la letra hacían de esta «una muy buena canción». En una reseña a toda su discografía, Peter Piatkowski de Yahoo! consideró al tema «decente» y comparó su voz con la de Joni Mitchell; agregó que lo más importante era que «muestra que su voz ha madurado considerablemente desde el chirrido nasal de sus primeros discos». Louis Virtel de Logo la incluyó en el puesto 84 de las cien canciones más destacadas de Madonna y afirmó que, con solo una guitarra y su voz «emocionante», el tema «es más eficaz que cualquier otra cosa que hayas escuchado de la boca de Taylor Swift en los últimos cinco años». Eugene Bowen de The Michigan Daily acordó que su voz «definitivamente ha mejorado», aunque declaró que el tema estaba «lejos de ser espectacular».
En una reseña menos favorable, Rikky Rooksby en The Complete Guide to the Music of Madonna (2004) opinó que la letra y el título eran «bastante sosos», sumado a que su voz carecía de la confianza y la improvisación necesarias para que la canción «cobrara vida». Añadió que esto era un ejemplo de que «ella no se arriesga, cuando arriesgarse podría haber mejorado la interpretación sin hundirla». Jude Rodgers de The Guardian admitió que había mejores baladas en Something to Remember, y Al Walentis del Reading Eagle afirmó que las canciones nuevas del recopilatorio, entre ellas «One More Chance», no estaban mal, pero tampoco eran «esenciales». El sitio web AllMusic le otorgó una estrella y media de cinco, y Chuck Campbell de Star-News, quien no quedó satisfecho, la denominó una «falla». En un conteo sobre todos los sencillos de Madonna desde 1982 hasta 2020, Paul Schrodt de Slant Magazine escribió que, en general, las baladas de la cantante «suelen ser refrescantemente sencillas en comparación con las de sus contemporáneos» y su voz se enfoca en una «textura emocional específica en lugar de apalearte con voces chillonas». En el caso de «One More Chance», observó que la letra era «expresiva», aunque se inclinaba por el «sentimentalismo» y su tendencia a jugar a «la reina de los corazones» sonaba «francamente lamentable». El sitio Chart Beats la clasificó en el 190.º puesto de las 250 mejores canciones de 1996.

## Recepción comercial
En Reino Unido, «One More Chance» ingresó en la undécima posición de la lista UK Singles Chart el 23 de marzo de 1996 y permaneció cinco semanas en total. El 30 de ese mes, logró ubicarse en el decimocuarto puesto en el conteo radial Top 50 Airplay Hits con un total de 632 reproducciones. Se convirtió en el 62.º sencillo más exitoso de Madonna en el país según datos oficiales de Music Week, con 56 851 copias vendidas allí para agosto de 2008. La recepción comercial fue más favorable en Italia, donde alcanzó el segundo lugar el 13 de abril, solo por detrás de «La terra dei cachi» de la banda Elio e le Storie Tese.
En Escocia, Finlandia y Polonia ocupó el duodécimo puesto, mientras que en Croacia el decimoquinto. El recibimiento fue menor en Suecia, donde debutó en el puesto 39 el 29 de marzo y solo estuvo tres semanas en la lista. De manera similar, en Australia ingresó en la posición 43 el 24 de marzo y ascendió a la 35 en la edición siguiente, aunque permaneció cinco semanas en total. En la revista paneuropea Music & Media, hizo su debut en el conteo Eurochart Hot 100 Singles en el puesto 65 el 30 de marzo; tres semanas después —el 13 de abril— subió hasta el número 50. Además, ocupó los lugares veintitrés y veinticuatro en las listas radiales European Hit Radio Top 40 y Adult Contemporary Europe, respectivamente.

## Lista de canciones y formatos
| Casete / 7" |                                       |          |  |
| N.º         | Título                                | Duración |  |
| 1.          | «One More Chance» (versión del álbum) | 4:27     |  |
| 2.          | «You'll See» (versión en español)     | 4:21     |  |

| CD  |                                       |          |  |
| N.º | Título                                | Duración |  |
| 1.  | «One More Chance» (versión del álbum) | 4:27     |  |
| 2.  | «You'll See» (versión en español)     | 4:21     |  |
| 3.  | «You'll See» (versión espanglish)     | 4:20     |  |

## Posicionamiento en listas
| País        | Lista (1996)              | Posición más alta |
| ----------- | ------------------------- | ----------------- |
| Australia   | ARIA                      | 35                |
| Croacia     | Radio Sjeverozapad        | 15                |
| Escocia     | Scottish Singles Chart    | 12                |
| Europa      | Adult Contemporary Europe | 24                |
| Europa      | Eurochart Hot 100 Singles | 50                |
| Europa      | European Hit Radio        | 23                |
| Finlandia   | Suomen virallinen lista   | 12                |
| Italia      | Musica e dischi           | 2                 |
| Polonia     | LP3                       | 12                |
| Reino Unido | UK Singles Chart          | 11                |
| Reino Unido | Top 50 Airplay Hits       | 14                |
| Suecia      | Sverigetopplistan         | 39                |

## Créditos y personal
- Madonna: voz, composición, producción, arreglos
- David Foster: composición, producción, teclados, arreglos
- Dean Parks: guitarra acústica
- Suzie Katayama: violonchelo
- David Reitzas: ingeniería, mezcla
- Ronnie Rivera: asistente
- Simon Franglen: programación de Synclavier
- Mario Testino: fotografía
- Lyn Bradley: diseño
- Grabación: Brooklyn Studios

Créditos adaptados de las notas del sencillo en CD de «One More Chance».